# Crkva sv. Silvestra u Polju na Biševu
Crkva sv. Silvestra je katolička crkva na otoku Biševu koji administrativno pripripada gradu Komiži. Crkva je zaštićeno kulturno dobro.

## Opis
Crkvu sv. Silvestra na otočiću Biševo sredinom 11. stoljeća dao je sagraditi svećenik Ivan Gaudijev Grlić iz Splita te ju je predao na upravljanje benediktincima. Benediktinci tada doseljavaju na Biševo i podižu svoj samostan u blizini crkvice, koji je u punoj snazi djelovao tijekom 12. i 13. st. kao samostalna opatija s vlastitim predstojnikom.
Pregrađena je u 14. stoljeću. Presvedena je gotičkim svodom, s pojasnicama koje se naslanjaju na šest širih lezena spojenih lukovima. S vanjske strane zidove crkve podupiru široki kontrafori pridodani vjerojatno u 16. stoljeću. Od prvobitne crkve iz 11. stoljeća sačuvana je samo polukružna apsida sa središnjim prozorčićem. Crkva je sa sjevera i istoka ograđena samostanskim zidom u kojem su strijelnice. To su jedini vidljivi ostaci starog biševskog samostana kojeg su kao i onog susjednog u Komiži vodili benediktinci.
Na zidu crkve je sačuvan crtež broda nastao u 11. ili 12. stoljeću, ispod kojeg se nalazi natpis datiran 1290. godine

## Zaštita
Pod oznakom Z-7177 zavedena je kao nepokretno kulturno dobro – pojedinačno, pravna statusa zaštićena kulturnog dobra, klasificirano kao „sakralna graditeljska baština”.

## Vanjske poveznice
|  | Zajednički poslužitelj ima još gradiva o temi Crkva sv. Silvestra u Polju na Biševu |